# Northern Cambria Railway
Die Northern Cambria Railway war ein Überlandstraßenbahnbetrieb im Cambria County im US-Bundesstaat Pennsylvania. Das insgesamt 20 Kilometer lange Netz verband die Orte Patton, Carrollton und Barnesboro.
Am 1. Oktober 1901 erhielt die Northern Cambria Street Railway die Konzession zum Bau und Betrieb einer elektrischen Straßenbahn von Patton nach Barnesboro. Aus Geldmangel verzögerte sich der Bau und erst am 5. Februar 1906 konnte die 16 Kilometer lange Bahn in Betrieb genommen werden. Inzwischen beabsichtigte die Johnstown Terminal Railroad, eine Interurban-Strecke von Johnstown nach Ebensburg zu bauen. Die Northern Cambria wollte nun eine Zweigstrecke nach Ebensburg, um Anschluss an diese Bahn zu erhalten. 1907 war Carrolltown erreicht, der Weiterbau unterblieb jedoch aus finanziellen Gründen. Das Netz war in Normalspur gebaut und wurde mit 600 Volt Gleichstrom betrieben. Depot und Werkstatt der Bahn befanden sich in St. Benedict.
Die Bahngesellschaft betrieb folgende Linien:
- Patton–Carrollton Junction–St. Benedict–Spangler–Barnesboro–North Barnesboro (16 km, alle 60 Minuten)
- Carrollton Junction–Carrollton (4 km, alle 60 Minuten)

Anschlüsse zu anderen Straßenbahnbetrieben gab es nicht. Die Bahngesellschaft ging 1917 in Konkurs und wurde 1918 als Northern Cambria Railway neu aufgestellt. Das Aus für die Bahn kam, als 1926 die Regierung beschloss, den U.S. Highway 219 auszubauen und zu verbreitern. Die Bahngesellschaft konnte eine Neutrassierung nicht finanzieren und stellte daher am 31. Juli 1926 den Straßenbahnbetrieb ein.